# 1968 en dadaïsme et surréalisme
Pour l'année, voir 1968.
 Chronologie de dada et du surréalisme 
- 1964
- 1965
- 1966
- 1967
- 1968
- 1969
- 1970
- 1971
- 1972

Cet article présente les faits marquants de l'année 1968 en dadaïsme et surréalisme.

## Éphémérides

### Mai
- 5 mai
Publication du tract Pas de pasteurs pour cette rage ![1] qui salue « l’expression d’une spontanéité faisant éclater d’un coup tout le carcan répressif qui désenchante si efficacement la vie. »[2].

### Juin
- Parution du numéro 4 (hors-série) de la revue L'Archibras qui reprend des articles rédigés entre le 28 mai et le 8 juin et qui est saisi par la police. En septembre, le Parquet de Paris ouvre une information contre X pour « offense au Président de la République, apologie du crime et diffamation envers la police. »[3].

### Décembre
- 2 décembre
Mort de Marcel Duchamp[4].

### Cette année-là
- Au MOMA de New York, protestations diverses contre l'exposition Dada, Surrealism and their heritage. Parmi les reproches adressés à l'organisateur et les artistes comme Marcel Duchamp et Salvador Dalí : « … ces gens qui viennent voir l'expo Dada n'auraient pas laissé les artistes de l'époque entrer chez eux … maintenant que leurs œuvres sont pieusement accrochées dans le Mausolée d'art moderne, elles sont respectables … nous continuons l'esprit Dada en étant ici plutôt qu'à l'intérieur… »[5].

### Œuvres
- Maxime Alexandre
  - Mémoires d'un surréaliste[6]
- Jorge Camacho
  - L'Acte en or, huile sur toile[7]
- Élie-Charles Flamand

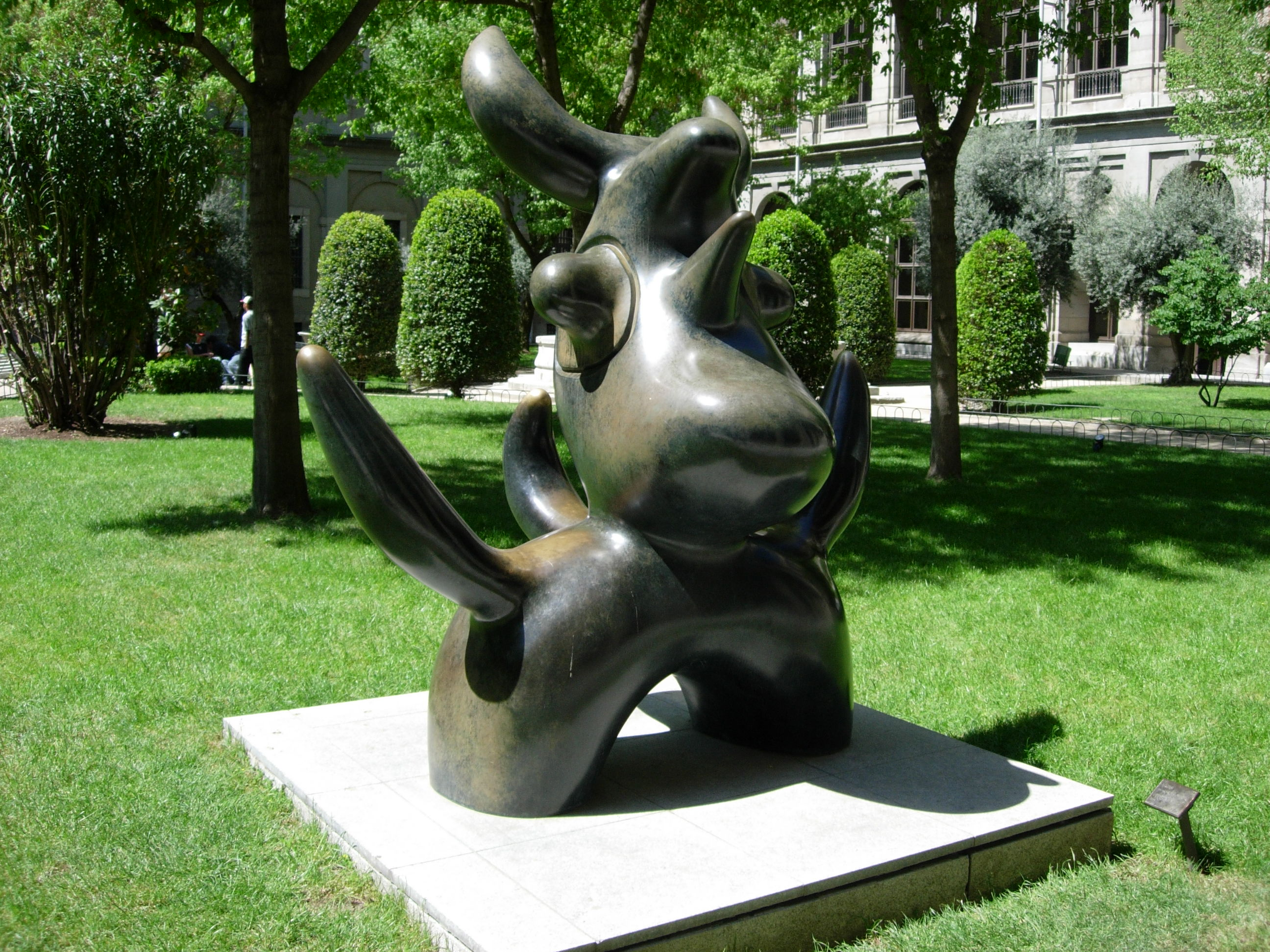
Joan Miró, Oiseau lunaire

  - La Lune feuillée, recueil de poèmes[8]
- Joyce Mansour
  - Le Bleu des fonds, texte dramatique[9]
- André Pieyre de Mandiargues
  - Ruisseau des solitudes, poèmes[10]
- Joan Miró
  - Oiseau lunaire, sculpture
- Toyen
  - Dans la tiédeur de la nuit, collage[11]
  - Eclipse, huile sur toile[12]